# Максипёс Фик
Максипёс Фик (чеш. Maxipes Fík) — чехословацкий мультипликационный сериал, созданный Вацлавом Бедржихом на студии мультипликационных и короткометражных фильмов «Иржи Трнка и Братья в мультипликации», (Прага).

## Сюжет
Главный герой сериала — пёс породы бобтейл по кличке Фик, которого маленьким щенком девочке Айи подарил отец. Фик быстро рос: сначала ему стала мала обувная коробка, в которой он спал, затем корзина и даже будка. Отец решил продать Фика, но он спас тонущую в пруду Айю и остался, а отец построил ему отдельный домик во дворе. За большой рост Фик получил своё второе прозвище — Максипёс.

### Особенность серий
Каждая серия мультсериала начинается короткой вступительной историей про зайца и незадачливого охотника, пытающегося подстрелить зайца, но вместо этого попадающего в смешные ситуации, при этом заяц обычно подтрунивает над ним.

## Время создания
Сериал был создан:
- 1975 г. — первая часть (Максипёс Фик / Maxipes Fík).
- 1978 г. — вторая часть (Удивительные сны Максипса Фика / Divoké sny Maxipsa Fíka).

## Серии

### Максипёс Фик / Maxipes Fík
1. Фик родился / Zrození Maxipsa Fíka
2. Фик взрослеет / Zmoudření maxipsa Fíka
3. Максипёс Фик занимается спортом / Maxipes Fík sportuje
4. Максипёс Фик в школе / Fík ve škole
5. Максипёс Фик за рулём / Fík za volantem
6. Фик — мастер прыжков / Fík — mistr skoku
7. Фик отправляется в путешествие / Fík jde do světa
8. Морские приключения Фика / Maxipes Fík trosečníkem
9. Максипёс Фик в тёплых странах / Maxipes Fík v jižních krajích
10. Как Максипёс Фик был полярником / Maxipes Fík polárníkem
11. Максипёс Фик в Австралии / Maxipes Fík u protinožců
12. Максипёс Фик — первооткрыватель / Maxipes Fík objevitelem
13. Максипёс Фик возвращается / Maxipes Fík se vrací

### Удивительные сны Максипса Фика / Divoké sny Maxipsa Fíka
1. Максипёс Фик и пожарные / O požárnících
2. Максипёс Фик на футболе / O kopané
3. Максипёс Фик на каникулах / O prázdninách
4. Максипёс Фик в городе / O velkém městě
5. Максипёс Фик на уборке урожая / O žních
6. Максипёс Фик и воры / O lupičích
7. Максипёс Фик на охоте / O lovu
8. Об изобретениях / O vynálezech
9. Однажды зимой / O velké zimě
10. Рождество / O Vánocích
11. Про то, как Максипёс клад искал / O hledání pokladu
12. Про минипса Фика / O Minifíkovi
13. Про невесту / O nevěstě